# Vòi voi nhám
Vòi voi nhám (danh pháp: Heliotropium strigosum) là loài thực vật có hoa trong họ Mồ hôi. Loài này được Willd. miêu tả khoa học đầu tiên năm 1798.